# Asplenium pteropus
Asplenium pteropus är en svartbräkenväxtart som beskrevs av Georg Friedrich Kaulfuss. Asplenium pteropus ingår i släktet Asplenium och familjen Aspleniaceae. Inga underarter finns listade.